# Eupterote doddi
Eupterote doddi är en fjärilsart som beskrevs av Turner 1911. Eupterote doddi ingår i släktet Eupterote och familjen Eupterotidae. Inga underarter finns listade i Catalogue of Life.